# Lorenzo Semple, Jr.
Pour les articles homonymes, voir Semple.
Lorenzo Semple, Jr., né à New York le 27 mars 1923, et mort à Los Angeles (Californie) le 28 mars 2014 est un scénariste américain.
Il est principalement connu pour avoir participé à l'écriture de films comme Papillon,
À cause d'un assassinat ou encore Les Trois Jours du Condor.
Pour la télévision, il a collaboré à plusieurs épisodes de la série télévisée Batman et celle du Frelon vert au cours des années 1960.

## Filmographie sélective
- 1966 : Batman de Leslie H. Martinson
- 1967 : Une fille nommée Fathom (Fathom) de Leslie H. Martinson
- 1968 : Les Pervertis (Pretty Poison) de Noel Black
- 1969 : La Boîte à chat (Daddy's Gone A-Hunting) (avec Larry Cohen) de Mark Robson
- 1971 : The Marriage of a Young Stockbroker (en) de Lawrence Turman
- 1971 : The Sporting Club de Larry Peerce
- 1973 : Papillon (avec Dalton Trumbo) de Franklin J. Schaffner
- 1974 : À cause d'un assassinat (The Parallax View) (avec David Giler) d'Alan J. Pakula
- 1974 : Les Superflics (The Super Cops) (avec L.H. Whittemore) de Gordon Parks
- 1975 : La Toile d'araignée (The Drowning Pool) (avec Tracy Keenan Wynn et Walter Hill) de Stuart Rosenberg
- 1975 : Les Trois Jours du Condor (Three Days of the Condor) (avec David Rayfiel) de Sydney Pollack
- 1976 : King Kong de John Guillermin
- 1979 : L'Ouragan (Hurricane) de Jan Troell
- 1980 : Flash Gordon (avec Michael Allin) de Mike Hodges
- 1983 : Jamais plus jamais (Never Say Never Again) d'Irvin Kershner
- 1984 : Sheena, reine de la jungle (Sheena) (avec David Newman) de John Guillermin